# Christ en Croix (Gerhard Remisch)
Le Christ en Croix est un vitrail de l'artiste allemand Gerhard Remisch, aujourd'hui exposé au Victoria and Albert Museum.

## Description

### Historique
Créé entre 1539 et 1540 par Gerhard Remisch pour l'abbaye de Steinfeld, le vitrail est déifinitivement retiré du cloître en 1785, à cause de troubles dans la région. Lorsque l'abbaye est dissoute en 1802, il est vendu par un négociant local aux barons Brownlow (en) qui l'exposent en leur demeure d'Ashridge (en). C'est en 1928 qu'Ernest E. Cook l'acquiert pour le  Victoria and Albert Museum à Londres.

### Composition
Ce vitrail représente la Crucifixion de Jésus-Christ. Le sang que perd le Christ est recueilli dans des gobelets par trois anges, en référence à l'Eucharistie. À gauche de la croix, la Vierge Marie est agenouillée, soutenue par Jean l'Évangéliste. Derrière lui, la tête auréolée de Marie Salomé est visible. 
À droite de la croix, on voit Marie Madeleine elle aussi agenouillée, en train de regarder avec consternation le crucifié. Légèrement en retrait par rapport à elle, on aperçoit saint Longin avec sa lance, celle qui a transpercé Jésus au flanc. En arrière-plan, se trouve le capitaine romain et ses soldats.

## Source
- (de) Cet article est partiellement ou en totalité issu de l’article de Wikipédia en allemand intitulé « Christus am Kreuz (Victoria and Albert Museum) » (voir la liste des auteurs).